# جمانة نمور
جمانة نمور (10 يوليو 1970 - )، إعلامية لبنانية من مواليد بعقلين الشوف لعائلة درزية، عملت في تلفزيون المستقبل اللبناني ثم في قناة الجزيرة حيث كانت تقدم الأخبار والبرامج السياسية.

## المؤهلات والخبرات
- في عام 1990 حصلت على شهادة البكالوريوس في العلوم الاجتماعية من الجامعة اللبنانية، كما حصلت على شهادة الماجستير في علم النفس الاجتماعي، ودبلوم دراسات عليا في الأنثروبولوجيا من الجامعة اللبنانية.
- بالفترة من عام 1991 إلى 1993 عملت كمذيعة ومراسلة في تلفزيون الجديد (new tv).
- في عام 1993 انتقلت إلى تلفزيون المستقبل وعملت كمعدة للبرامج السياسية ومذيعة للأخبار، واستمرت في عملها إلى عام 1998. كما أعدت خلال هذه الفترة برنامج هذا الصباح على نفس القناة التلفزية.
- في 14 أغسطس 1998 التحقت للعمل في قناة الجزيرة حتى مايو 2010.